# Ames Township
Ames Township ist eines von 14 Townships des Athens Countys im US-Bundesstaat Ohio. Nach der Volkszählung im Jahr 2020 waren hier 1237 Einwohner registriert.

## Geografie
Ames Township liegt im Norden des Athens Countys im Südosten von Ohio und grenzt im Uhrzeigersinn an die Townships: Homer Township im Morgan County, Marion Township (Morgan County), Bern Township, Rome Township, Canaan Township, Athens Township, Dover Township und Trimble Township.

## Verwaltung
Das Township wird durch ein Board of Trustees, bestehend aus drei gewählten Mitgliedern, verwaltet. Zwei Personen werden jeweils im Jahr nach der Präsidentschaftswahl gewählt und eine jeweils im Jahr davor. Die Amtszeit dauert in der Regel vier Jahre und beginnt jeweils am 1. Januar. Daneben gibt es noch einen Township Clerk (Schriftführer), der ebenfalls im Jahr vor der Präsidentschaftswahl auf eine vierjährige Amtszeit gewählt wird. Dessen Amtszeit beginnt jeweils am 1. April.